# Piotr Dejnichowski
Piotr Ippolitowicz Dejnichowski (ros. Пётр Ипполитович Дейнеховский; ur. 2?/15 lutego 1907, zm. 16 sierpnia 2007) – Ukrainiec, generał major Armii Czerwonej, generał brygady ludowego Wojska Polskiego.

## Życiorys
W czasie II wojny światowej dowodził między innymi 24 Samodzielną Brygadą Artylerii Przeciwpancernej, która w marcu 1944 brała udział w walkach o wyzwolenie Humania i otrzymała nazwę wyróżniającą „Humańska”.
W czerwcu 1944 jako pułkownik skierowany do służby w Armii Wojska Polskiego w ZSRR, został dowódcą 4 Brygady Artylerii Przeciwpancernej (do 8 kwietnia 1945). 1 grudnia 1944 został zastępcą dowódcy artylerii 1 Armii WP.
Następnie był dowódcą artylerii 1 Korpusu Pancernego. Wyróżnił się w walkach w Brandenburgii pod koniec kwietnia 1945.
25 maja 1945 Prezydium KRN mianowało go generałem brygady, a 11 lipca 1945 Rada Komisarzy Ludowych mianowała go generałem majorem artylerii. Był dowódcą artylerii Okręgu Wojskowego nr 2. W Wojsku Polskim służył do 26 października 1945, a potem powrócił do ZSRR.
Zamieszkał w Moskwie przy Leninskim Prospekcie.

## Ordery i odznaczenia
- Order Virtuti Militari V klasy (1945)
- Krzyż Oficerski Orderu Odrodzenia Polski (1945)
- Order Krzyża Grunwaldu III klasy (1945)
- Order Czerwonego Sztandaru (dwukrotnie)
- Order Czerwonej Gwiazdy